# Raymond Priestley
Raymond Edward Priestley, né le 20 juillet 1886 à Tewkesbury et mort le 24 juin 1974, est un géologue et géographe britannique.

## Biographie
Il participe à l'expédition Nimrod d'Ernest Shackleton (1907-1909) où il travaille avec Edgeworth David, puis à l'expédition Terra Nova de Robert Falcon Scott (1910-1912) en remplacement d'Allan Thomson. Il travaille notamment sur les glaciers, ce qui lui permet d'obtenir un B.A. à l'Université de Cambridge.
Il occupe le poste important de « Vice-Chancellor » dans les universités de Melbourne et de Birmingham et est président de la Royal Geographical Society de 1961 à 1963.
Après ses expériences polaires, il écrit cette célèbre phrase : « Comme chef d’expédition, donnez-moi Scott. Pour un raid rapide et efficace, Amundsen… Mais quand l’adversité vous entoure et que vous ne voyez pas d’issue, agenouillez-vous, et priez que l’on vous envoie Shackleton. »
Il reçoit une Croix militaire pour son travail lors de la Première Guerre mondiale et cofonde avec Frank Debenham le Scott Polar Research Institute.
Il est le beau-frère de Thomas Griffith Taylor et de C. S. Wright.
Le glacier Priestley est nommé en son honneur.